# Gábor Tardos
Gábor Tardos (Budapeste, 11 de julho de 1964) é um matemático e cientista da computação húngaro.
Tardos estudou na Universidade Eötvös Loránd em Budapeste, onde recebeu o diploma em 1987 e obteve um doutorado em 1988, orientado por László Babai, com a tese Constructions in Universal Algebra. De 1992 a 2003 foi professor de informática da Universidade Eötvös Loránd. Atualmente é professor da Universidade de Simon Fraser, Canadá. Foi professor visitante na Universidade Rutgers (1990–1992), na Universidade de Toronto (1995/96) e em 1996/97 no Instituto de Estudos Avançados de Princeton.
É irmão da cientista da computação e matemática Éva Tardos, professora da Universidade Cornell.
Foi palestrante convidado do Congresso Internacional de Matemáticos no Rio de Janeiro (2018: Extremal theory of ordered graphs).